# Oddset Bomben
Oddset Bomben är ett penningspel hos Svenska Spel där man kan spela antingen via olika ombud eller över Internet.
På Bomben gäller det att tippa slutresultatet, det vill säga det antal mål man tror att varje lag gör i var och en av matcherna som ingår i den spelbara kombinationen. En bomben består oftast av 2-3 ishockeymatcher eller 3-4 fotbollsmatcher. Den kan även bestå av periodresultaten i en ishockeymatch, då varje period räknas som en enskild match.
- Startår:2001[1]
- Insats per rad: Min 1 kr, max 50 kr
- Insats per vad: Min 1 kr, max 25 000 kr
- Vinstutdelning: Spelarens vinst räknas ut genom att slutoddset multipliceras med insatsen.
- Spelobjekt: Fotboll, ishockey, bandy samt innebandy.